# Korneliya Ninova
Korneliya Petrova Ninova (en búlgaro: Корнелия Петрова Нинова; Krúshovitsa, Bulgaria, 16 de enero de 1969) es una abogada y política búlgara, actual presidenta del Partido Socialista Búlgaro.
Graduada de la Facultad de Derecho de la Universidad de Sofía, comenzó su carrera profesional en el campo de las leyes. Más adelante, pasó a ser parte del Consejo Directivo de la Compañía Búlgara de Telecomunicaciones (1997) y CEO de Technoimpex. Después de ingresar al Partido Socialista Búlgaro en 2002, pasó a ser Viceministra de Economía (2005-2009) y Codirectora de la empresa tabacalera estatal Bulgartabac, en 2009, año en que fue elegida a la Asamblea Nacional de Bulgaria.
En 2016 fue elegida fue elegida como presidenta del Partido Socialista Búlgaro, y entre diciembre de 2021 y agosto de 2022, durante el Gobierno de Kiril Petkov, sirvió como ministra de Economía y vice primera ministra.